# 單斑笛鯛
單斑笛鯛（学名：Lutjanus monostigma），俗名黑記、黑點仔，為輻鰭魚綱鱸形目鱸亞目笛鯛科的其中一個種。

## 分布
單斑笛鯛分布於印度太平洋區，包括東非、馬達加斯加、模里西斯、塞席爾群島、馬爾地夫、紅海、波斯灣、斯里蘭卡、印度、安達曼海、泰國、緬甸、馬來西亞、菲律賓、印尼、琉球群島、台灣、中國沿海、所羅門群島、馬里亞納群島、馬紹爾群島、諾魯、帛琉、密克羅尼西亞、斐濟群島、萬納杜、吐瓦魯、東加、夏威夷群島、法屬波里尼西亞、新喀里多尼亞、吉里巴斯、澳洲等海域。

## 深度
水深4至60公尺。

## 特徵
單斑笛鯛體長橢圓形。兩眼間隔平坦。前鰓蓋缺刻不顯著。體呈淡棕色，體側有一近橢圓形的黑斑，此黑斑寬約3至4鱗，長約9鱗，側線貫穿其中，無白色外緣；另鱗片多少具有些白斑點。上下頜具細齒多列，外列齒稍擴大，上頜前端具2至4犬齒，內列齒絨毛狀；下頜具一列稀疏細尖齒，後方者稍擴大；鋤骨齒帶三角形，其後方無突出部；腭骨亦具絨毛狀齒；舌面無齒。體被中大櫛鱗，頰部及鰓蓋具多列鱗；背鰭鰭條部及臀鰭基部具細鱗；側線上方的鱗片斜向後背緣排列，下方的鱗片則與體軸平行排列。背鰭軟硬鰭條部間無明顯深刻；臀鰭基底短而與背鰭軟條部相對；背鰭硬棘10枚，軟條13至14枚；臀鰭硬棘3枚，軟條8枚；胸鰭長，末端達臀鰭起點。各鰭呈淡紅黃色。尾鰭分叉，近乎截形，上下葉末端鈍。體長可達60公分。

## 生態
棲息在礁湖外或向海礁坡上，沿著礁緣活動。夜晚則常游至較淺的礁台，多單獨或成小群體活動覓食，以甲殼類或魚類為食。

## 經濟利用
食用魚，肉質美味，適合做生魚片或紅燒、煮湯皆可。